# Facteur de von Willebrand
Le facteur de von Willebrand est un des éléments nécessaires à l’hémostase primaire.
Il possède plusieurs rôles :
- Permettre l'adhésion des plaquettes au vaisseau lésé.
- Transporter le facteur VIII.

## Description
Le facteur de von Willebrand est un multimère constitué de deux sous-unités identiques mais peut être présent sous forme de monomères plus ou moins étirés, ce qui en modifie ses propriétés.
Le récepteur au VWF sur le thrombocyte est appelé Gp-1b-IX-V (Gp pour glycoprotéine).
Le facteur de von Willebrand est synthétisé par :
- Les mégacaryocytes (20 % de sa synthèse) et stocké dans les granules alpha des plaquettes .
- Les cellules endothéliales (80 % de sa synthèse) et stocké dans les corps de Weibel-Palade.

Le gène responsable de la synthèse est localisé sur le chromosome 12. Il mesure 180 000 paires de bases et comprend 52 exons.

## Rôles
Outre son rôle dans la coagulation sanguine, il intervient dans l'angiogenèse, la prolifération cellulaire, l'inflammation et la survie tumorale.

## En médecine
La concentration plasmatique est de 10 μg/mL mais il existe de grandes variations physiologiques de 4 à 24 μg/mL.
Il existe plusieurs pathologies héréditaires ou acquises impliquant le VWF. Il s'agit de la maladie de Willebrand, pouvant se manifester de manière sévère (facile à détecter) ou modérée/fruste (plus difficile à détecter). Le purpura thrombotique thrombocytopénique fait également intervenir le facteur sous forme de multimères. 
Le caplacizumab est un anticorps monoclonal dirigé contre le facteur de Willebrand.